# Trachythyone
Genre
Trachythyone est un genre d'holothuries (concombres de mer) de la famille des Cucumariidae. 

## Liste des espèces
Selon World Register of Marine Species (2 mars 2015) :
- Trachythyone candida O'Loughlin & O'Hara, 1992 -- Australie australe
- Trachythyone crassipeda Cherbonnier, 1961 -- Brésil
- Trachythyone flaccida Thandar, 2013 -- Angola
- Trachythyone glaberrima (Semper, 1869) -- Mer Rouge
- Trachythyone glebosa O'Loughlin & O'Hara, 1992 -- Australie australe
- Trachythyone lechleri (Lampert, 1885) -- Philippines
- Trachythyone macphersonae Pawson, 1962 -- Nouvelle-Zélande
- Trachythyone maxima Massin, 1992 -- Antarctique
- Trachythyone muricata Studer, 1876 -- Papouasie
- Trachythyone nina (Deichmann, 1930) -- Atlantique ouest
- Trachythyone peruana (Semper, 1868) -- Pérou